# Grogol (Weru)
Grogol is een bestuurslaag in het regentschap Sukoharjo van de provincie Midden-Java, Indonesië. Grogol telt 2889 inwoners (volkstelling 2010).